# Napoli Centrale
Napoli Centrale 
одна з найважливіших італійських Джаз-рокових груп сімдесятих років.
Лідер колективу - відомий неапольський саксофоніст Джеймс Сенезе.
Опубліковано 7 студійних альбомів.
Перебування в гурті на початку кар'єри мало надзвичайний вплив на подальшу творчість одного з найвагоміших італійських кантауторе, Піно Даніеле.

## Історія
Група з'явилася у 1975 завдяки еклектичному саксофоністу Джеймсу Сенезе (James Senese) та ударнику Франко Дел Прете (Franco Del Prete), що попереднє   грали у гурті The Showmen .
Інші учасники групи: Марк Арріс (Mark Harris) (фортепіано) та Tony Walmsley (бас та гітара), які після першої довгограючої платівки залишили колектив, щоб приєднатися до  новоствореного прогресив-рокового гурту Rovescio della Medaglia. 
Пізніше до групи прийшли Піппо Матіно (Pippo Matino) (бас) та Пеппе Санніно (Peppe Sannino) (перкусія).
Деякий час в ансамблі працював Піно Даніеле (бас), який потім зробив блискучу кар'єру соліста.
Ім'я, яке підказав  Рафаеле Касконе (Raffaele Cascone) (один з ведучих радіопередачі Per voi giovani (Для вас юнаки)), є назва залізничного вокзалу кампанської столиці, що має вказувати на сновигаючу юрму, розмаїття тіл та облич у культурнім просторі музики ансамблю. Відкритість до різноманітних впливів та змішання різних культурних просторів стає базовим для творчості Наполі Чентрале, що має своїм витоком обдарування та переваги незмінного лідера колективу, Джеймса Сенезе.
Музичними зразками, що визначили характер творчості гурту, були Джон Колтрейн, Майлз Девіс (електронного періоду), а також джазова група Weather Report, а особливо її учасники Wayne Shorter та Джо Завінул , які посприяли появі в музиці Наполі Чентрале типового неаполітанського колориту та створенню міксу Jazz-Rock-Prog, що у тогочасному італійському музичному просторі було унікальним явищем. 
"Джеймсе, ти щасливий?" "Ні, постав мені це питання в день, коли Майлз Девіс буде в голові хіт-параду" - сказав Сенезе журналістові після одного з численних концертів з Наполі Чентрале.
У 1975 виходить перший, однойменний з гуртом, альбом, що його презентують історична пісня 'Campagna та майстерна Pensione Floridiana 
або більш понура та невідчепна Vecchie, Mugliere, Muorte e Criaturi, де піднімаються теми еміграції, бідності, експлуатації та неминучого переходу від аграрного до індустріального суспільства.
У наступному 1976 виходить альбом Mattanza, завдяки  успіху якого гурт бере участь у Montreaux Jazz Festival (один з найпрестижніших європейських джазових фестивалів). Тут виділяються такі композиції як Sangue Misto (Змішана кров) та настійлива Simme Iute E Simme Venute. Цікаво, що звукорежисером альбому був Bobby Solo і він певно являє собою найкращій запис неаполітанської групи.
У 1977 приходить черга експериментального диску Qualcosa ca nu' mmore, для запису якого запрошуються як басист Піно Даніеле, тоді ще невідомий, та клавішник Чиро Чисконьєтті (Ciro Ciscognetti). 
Такі композиції як O Nemico Mio, A musica mia che r'è або Nun Song Na Vacca, цього разу з менш ясними темами, закривають золотий період партенопейського ансамблю.
Далі йде довгий період бездіяльності. період, в який 
Джеймс Сенезе вдається до сольної кар'єри. і який припиняється з виходом альбому Jesceallah 1992. Наступний диск, ngazzate nire - у 1994 і останній, Zitte! Sta venenn' 'o mammone, - через 7 років, у 2001.

## Склад
За роки існування група зазнала багато змін. З первісного її складу лишився тільки Джеймс Сенезе.
- James Senese — саксофон, флейта, вокал (1974—2001)
- Ernesto Vitolo — клавішник (1980—2001)
- Gigi De Rienzo — бас (1980—2001)
- Agostino Marangolo — ударні, перкусія (1980—2001)

Первісний склад (1974—1976), і далі:
1974—1975
- James Senese (саксофон, флейта, вокал)
- Mark Harris (клавішник)
- Tony Walmsley (бас)
- Franco Del Prete (ударні, перкусія)

1975
- James Senese (саксофон, флейта, вокал)
- Pippo Guarnera (клавішник)
- Kelvin Bullen (бас)
- Franco Del Prete (ударні, перкусія)

1977
- James Senese (саксофон, флейта, вокал)
- Ciro Ciscognetti (клавішник)
- Pino Daniele (бас)
- Franco Del Prete (ударні, перкусія)

## Дискографія

### 33 оберти
- 1975: Napoli Centrale (Dischi Ricordi, SMRL 6159)
- 1976: Mattanza (Dischi Ricordi, SMRL 6187)
- 1977: Qualcosa ca nu' mmore (Dischi Ricordi, SMRL 6224)

### CD
- 1992: Jesceallah (Blue Angel, BAR 40592)
- 1994: ngazzate nire (Blue Angel, FDM 70494)
- 2001: Zitte! Sta venenn' 'o mammone (Sony, PDG 5030512)

### 45 обертів
- 1975:  Campagna/Vico Primo Parise n° 8 (Dischi Ricordi, SRL 10756)